# Geertruidenberg
Geertruidenberg (nizozemska izgovorjava: [ˈɣeːrtrœydə(m)ˌbɛr(ə)x] ()) je mesto in občina v provinci Severni Brabant na jugu Nizozemske. Mesto, imenovano po sveti Gertrudi iz Nivellesa. Holandski grof mu je podelil mestne pravice že leta 1213. Utrjeno mesto je cvetelo do 15. stoletja.
Danes občina Geertruidenberg vključuje tudi naseljeni središči Raamsdonk in Raamsdonksveer. Skupna površina občine meri 29,64 km2 in je imela leta 2014 21,770 prebivalcev. 

## Zgodovina
Geertruidenberg je poimenovan po sveti Gertrudi iz Nivellesa.
Leta 1213 je kraj "Sint Geertruidenberg" (slovensko: "Gora svete Gertrude") od grofa Viljema I. Holandskega prejel mestne pravice.  Utrjeno mesto je postalo trgovsko središče, kjer so se grofje in drugo plemstvo zbirali na pogajanjih. Vojna Trnka in Trske leta 1420 ter poplave sv. Elizabete leta 1421 sta končali blaginjo mesta.
Med osemdesetletno vojno so mesto v nenadnem napadu leta 1573 zavzele angleške, francoske hugenotske in flamske sile. Vendar pa je leta 1589 angleška garnizija mesto izdala vojvodi Parme. Končno so ga poleti 1593 ponovno zavzele anglo-nizozemske sile pod poveljstvom Mavricija Nassavskega.
Danes je Geertruidenberg del province Severni Brabant, nekoč pa je bil del grofije Holandije. Geertruidenberg je drugo najstarejše mesto v Holandiji, saj je prvo prejelo mestne pravice. Pogosta napačna predstava je, da je Geertruidenberg najstarejše mesto na Nizozemskem, ker nekateri imeni Holandije in Nizozemska uporabljajo izmenično.

## Geografija
Skupna površina občine je 29,64 km2, od tega 26,64 km2  je kopno in 3 km2    je voda.
Občino Geertruidenberg sestavljajo tri naseljena središča:
- Geertruidenberg
- Raamsdonk
- Raamsdonksveer

Geertruidenberg se nahaja na bregu Donge, blizu mesta, kjer se ta reka izliva v Amer.

## Demografija
Leta 2014 je bilo skupno število prebivalstva Geertruidenberga 21,770 prebivalcev. Gostota prebivalstva v občini je 811/km2 (2.100/sq mi)   .

## Galerija fotografij
- Geertruidenberg
- Geertruidenberg
- Geertruidenberg umetniško delo cvetlični spomenik
- Dordrecht Brabantski čebelji gozd